# (31911) Luciafauth
2000 GE54 (asteroide 31911) é um asteroide da cintura principal. Possui uma excentricidade de 0.19943800 e uma inclinação de 1.81463º.
Este asteroide foi descoberto no dia 5 de abril de 2000 por LINEAR em Socorro.